# WikiSky
WikiSky (другое название — SKY-MAP.ORG) — это интернет-система коллективного обзора, основным элементом которой является интерактивная карта звёздного неба (http://www.sky-map.org или http://www.wikisky.org). WikiSky была создана в 2006 году энтузиастами из Канады (Константин Лысенко и Сергей Гошко) при активной поддержке NASA, STScI, SDSS, CfA (АИС НАСА), а также ряда других организаций и частных лиц. Система WikiSky в некоторой мере аналогична системе коллективного обзора Земли WikiMapia (но без свободного описательного редактирования).

## Функции системы

### Просмотр звёздного неба в различных режимах
Основной функцией системы является просмотр звёздного неба. Управление просмотром осуществляется посредством манипуляций с мышкой и управляющих элементов, расположенных в окне просмотра. Система управления просмотром в WikiSky во многом аналогична системе, реализованной на веб-сайте Google Maps компании Google.
В процессе просмотра, пользователь может изменять масштаб изображения звёздного неба, произвольным образом позиционировать область просмотра, а также менять режим просмотра.
Просмотр звёздного неба может осуществляться в двух основных режимах:
- Режим карты. В режиме карты изображение части звёздного неба в окне просмотра генерируется автоматически на основе данных астрономических каталогов с учётом спектральных характеристик объектов.
- Режим обзора. В режиме обзора в окне просмотра выводится фотографическое изображение соответствующего участка звёздного неба. В общем случае, это изображение строится путём комбинирования большого количества фотографий, подвергнутых предварительно специальной цифровой обработке, и деформирования изображения с целью построения удобной для восприятия и корректной в математическом смысле проекции. В WikiSky представлено несколько цифровых обзоров звёздного неба (Digital Sky Surveys, или DSS).

### Поиск астрономических объектов
В WikiSky поиск астрономических объектов может осуществляться как в режиме просмотра, так и при помощи API.
В режиме просмотра критерием поиска служит имя или ID объекта, зарегистрированное в каком-либо астрономическом каталоге. WikiSky использует онлайновую базу данных SIMBAD (the Set of Identifications, Measurements, and Bibliography for Astronomical Data), что позволяет использовать для поиска одного и того же объекта идентификаторы из разных каталогов.
При помощи API может осуществляться поиск как отдельных объектов, так и групп объектов.

### API
Функции API, реализованные в системе WikiSky, позволяют разработчикам программного обеспечения и дизайнерам интернет-систем получать доступ как к данным, непосредственно хранящимся на серверах WikiSky, так и к данным, открытым для свободного доступа и хранящимся на серверах других систем.

## Объекты звёздного неба на WikiSky и информация об этих объектах

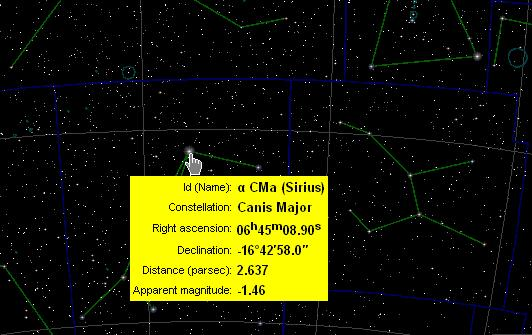
Фрагмент области просмотра звёздного неба на WikiSky в режиме карты.

### Каталоги, используемые в WikiSky
Для отображения и идентификации объектов звёздного неба на WikiSky, используются следующие астрономические каталоги:
- USNO-A2.0 catalog — содержит данные о приблизительно 500 миллионах объектов.
- PGC2003 (catalog of principal galaxies) — содержит данные о примерно 1 миллионе галактик.
- Hubble Ultra Deep Field Catalog (UDF) — содержит информацию о порядка 10000 галактик, попавших в область Hubble Ultra Deep Field.
- Tycho-2 Catalogue[англ.] — содержит данные о >2.5 миллионов ярчайших звёзд.
- Каталог Генри Дрейпера — содержит информацию о 359083 звёздах.
- Новый общий каталог — Новый общий каталог -содержит информацию о 7840 объектах всех типов.

Перечисленные каталоги являются базой, не исчерпывающей весь набор каталогов, используемых системой. Поиск объектов возможен по идентификаторам из гораздо большего набора каталогов. Это объясняется использованием системы Simbad. Полный список каталогов, идентификаторы из которых могут быть использованы для поиска в WikiSky, доступен на веб-сайте системы Simbad.

### Объекты звёздного неба на WikiSky в режиме карты
В режиме карты система WikiSky демонстрирует автоматически сгенерированную схему звёздного неба. На этой схеме объекты звёздного неба изображены в виде специальных символов. Например, звезда обозначается символом, напоминающим звезду, как мы её видим ночью на небе. Размер и цвет символа выбираются системой автоматически в соответствии с яркостью и спектральными характеристиками, указанными в каталоге. Звёздные скопления, галактики и туманности обозначены эллипсами, примерно совпадающими с границами объектов. Параметры этих эллипсов (полуоси и наклон) берутся из каталогов. Система отображает координатную сетку (серые линии), а также контуры (зелёные линии) и границы (синие линии) созвездий. Пользователь может по своему усмотрению включать и выключать отображение координатной сетки, контуров и границ созвездий.

### Объекты звёздного неба на WikiSky в режиме обзора

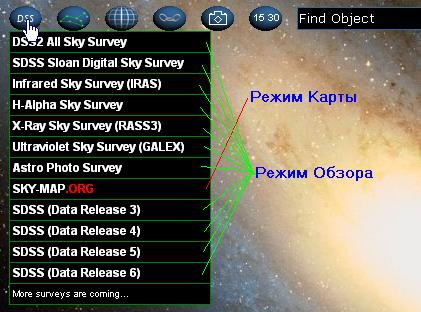
Меню DSS (Digital Sky Survey) системы WikiSky позволяет выбрать для просмотра один из доступных обзоров (Surveys).

В режиме обзора, WikiSky демонстрирует изображения звёздного неба, которые либо хранятся на собственных серверах системы, либо на серверах других систем. Примером изображений, хранящихся на серверах другой системы, служат изображения, являющиеся частью SDSS-обзора. Соглашение между WikiSky и SDSS, позволяет WikiSky демонстрировать изображения, хранящиеся на серверах SDSS.
Для точного понимания того, что именно демонстрируется на WikiSky в режиме обзора, определим понятие «Survey» (буквальный перевод — обзор). Будем понимать под термином «Survey» любой набор фотографий звёздного неба, для каждой из которых известно, какой именно участок звёздного неба на ней изображён.
Меню DSS (Digital Sky Survey) системы WikiSky позволяет выбрать для просмотра один из доступных обзоров (Surveys). Все пункты меню, кроме «SKY-MAP.ORG», соответствуют наборам фотографических изображений. Таким образом, переключаясь между этими наборами, система будет всё время оставаться в режиме обзора. Пункту меню «SKY-MAP.ORG» соответствует режим карты, который мы уже обсуждали выше.
Из сказанного ясно, что в режиме обзора, пользователи системы WikiSky видят в окне просмотра те объекты, которые отображены на соответствующих фотографиях. Из общего множества отображаемых объектов, следует выделить те, которые распознаются системой (и, соответственно, информация о которых появляется на экране, когда на их изображения указывает курсор мышки). К числу таких объектов относятся все объекты, перечисленные в указанных выше астрономических каталогах. Помимо этих объектов, на фотографиях астрономических обзоров отображено огромное количество (миллиарды) объектов, не перечисленных в базовых каталогах. Есть несколько причин — почему эти объекты не перечислены в каталогах:
- Объекты могут присутствовать в более современных версиях каталогов, ещё не интегрированных в систему.
- Объекты могут быть слишком тусклые и их идентификация представляет сложности при составлении каталогов.
- Объекты могут присутствовать в специальных каталогах, пока что не интегрированных в систему (например, объекты специальных классов, такие как астероиды или кометы).
- Объекты могут представлять собой «мусор», связанный с процессом обработки фотографий, качеством фотопластин, разного рода царапинами на пластинах, разными типами деградации изображения, возникающими в процессе оцифровки и т. п.
- Объекты могут быть результатом кратковременного воздействия на светочувствительный элемент (эмульсия, матрица) факторов разнообразной природы (пролетающие спутники, самолёты, метеоры, неопознанные летающие объекты и т. п.)

## Цифровые обзоры звёздного неба, представленные в WikiSky
В WikiSky в настоящее время интегрированы следующие цифровые обзоры:
- Digitized Sky Survey — так же известный под именем DSS2. Представляет собой самый детальный из существующих в настоящее время цифровых обзоров, покрывающих всё небо целиком.
- Sloan Digital Sky Survey — обзор звёздного неба, выполненный в высоком разрешении и покрывающий примерно четверть всего неба. WikiSky предоставляет доступ к нескольким версиям этого обзора: releases 3,4,5,6, и последний и наиболее полный release 7.
- IRAS Survey — обзор неба в инфракрасном диапазоне, полученный при помощи телескопа IRAS.
- H-альфа Sky Survey — H-Alpha обзор всего неба[5].
- X-Ray Sky Survey (RASS3) — ROSAT All-Sky X-ray Survey. Версия этого обзора, представленная на WikiSky, является комбинацией трёх обзоров, выполненных в разных спектральных интервалах:
  - broad band (0.1-2.4 keV)
  - hard band (0.5-2.0 keV)
  - soft band (0.1-0.4 keV)
- Ultraviolet Sky Survey (GALEX) — обзор неба в ультрафиолетовом диапазоне, выполненный космической обсерваторией GALEX.
- AstroPhoto Survey — обзор, построенный на основе большого количества профессиональных и любительских фотографий звёздного неба. Включает в себя снимки, выполненные при помощи космического телескопа «Хаббл» и космической обсерватории «Чандра».

## Артефакты и спекуляции
После появления интернет-ресурса WikiSky не только астрономам, но и широким массам стали доступны поиски во Вселенной новых небесных тел и образований, а также возможных проявлений гипотетического инопланетного разума как участникам распределённой обработки данных SETI@home во всемирной научной официальной программе поиска радиосигналов внеземного разума SETI.
В январе 2011 года главный астроном института SETI Сет Шостак издал пресс-релиз с опровержением слухов о том, что его организацией якобы зафиксирована летящая в сторону Земли «армада инопланетных кораблей». В конце 2010 года «утку» якобы от SETI опубликовали многие средства массовой информации, главным образом русскоязычные, авторы которых ссылаются на артефакты в WikiSky, наблюдаемые в этой интернет-системе коллективного обзора звёздного неба.